# Videogioco per browser

Js Tetris, una versione di Tetris realizzata con JavaScript

I videogiochi per browser (chiamati anche con il nome inglese browser game) sono un tipo di videogioco giocabile via Internet tramite un qualsiasi browser, connettendosi al rispettivo sito web.

## Caratteristiche
Generalmente non necessitano di alcuna installazione o download, e possono essere basati esclusivamente su tecnologie lato client - ossia il browser più eventuali plugin come applet Java, Adobe Flash, Adobe Shockwave (in questo caso si tratta di solito di giochi a giocatore singolo), oppure possono far uso anche di componenti lato server; quest'ultima tipologia offre di norma la possibilità di interagire con altri giocatori, dando origine a giochi di tipo massively multiplayer online game. La mancanza di installazione permette agli utenti di controllare il loro stato di gioco da una qualsiasi postazione Internet, pur non essendo davanti al proprio computer.
Altra caratteristica piuttosto comune è che lo stesso gioco può essere adatto sia al casual gamer, sia all'appassionato che ci investe molto tempo per cercare di essere tra i migliori giocatori, nelle classifiche mondiali o anche solo tra i propri amici o compagni di gioco.
Tipicamente un gioco per browser è gratuito e i suoi sviluppatori ne possono ottenere guadagni da due fonti: la pubblicità sulle pagine Web e la possibilità per i giocatori di effettuare acquisti opzionali online per aggiungere elementi esclusivi al gioco. Questi possono essere di natura estetica o anche fornire effettivi vantaggi al giocatore. I prezzi di ogni elemento sono di solito molto bassi, ma moltiplicandoli per i potenziali acquirenti a livello mondiale si possono ottenere guadagni elevati. Molti produttori hanno avuto successo facendo accordi con Facebook, che permette agli iscritti di accedere comodamente al gioco e facilita la comunicazione in tempo reale ai propri amici del fatto che si è iniziata una partita o che si sono fatti determinati progressi.

## Storia
Stellar Crisis, gioco di strategia a turni pubblicato originariamente nel febbraio 1993 da Sylvan W. Clebsch, è il primo strategico multigiocatore su browser conosciuto, ma il suo successo fu limitato a causa della diffusione ancora ridotta di Internet.
Earth: 2025 di Mehul Patel (ottobre 1996), nel quale si controlla un'intera nazione, fu il primo a raggiungere una effettiva utenza di massa.
Tra i più celebri e di lunga data troviamo Hattrick della ExtraLives (30 agosto 1997), videogioco manageriale di calcio; Utopia di Mehul Patel (gennaio 1999), gioco strategico fantasy; Runescape della Jagex Game Studio (gennaio 2001), gioco MMORPG, con oltre 105 milioni di utenti dalla sua nascita. La compagnia che pubblicava sia Utopia sia Earth: 2025, Swirve.com, vinse anche il People's Voice Webby Award nel 2002 e 2003.
Una importante svolta si ebbe con l'uscita di due titoli della Gameforge, OGame (3 ottobre 2002), gioco di simulazione spaziale, e il successivo Travian (2004), strategico ambientato nell'antichità. Questi portarono alla ribalta la modalità massively multiplayer online "tutti contro tutti", con i giocatori impegnati in strategie, alleanze e tradimenti a livelli che talvolta apparivano maniacali. Il loro successo attirò l'attenzione mondiale e ne seguì la nascita di molte aziende specializzate nei giochi per browser. Una delle più rilevanti è la Zynga, fondata nel 2007, nota per FarmVille (2009-2021) e CityVille (2010-2015), rispettivamente simulazioni della gestione di una fattoria e di una città. FarmVille, con la sua particolare tematica e la sua natura pacifica e collaborativa, insolite per l'epoca, contribuì anche ad avvicinare il pubblico femminile a questo genere di giochi.